# Emmett Johns
Pour les articles homonymes, voir Johns.
Le père Emmett Johns (également connu sous le pseudonyme de Pops), né le 3 avril 1928 à Montréal et mort le 13 janvier 2018 dans la même ville, est prêtre catholique et intervenant social canadien auprès des jeunes de la rue et le fondateur de l'organisme « Dans la rue ».

## Biographie
Né en 1928 dans l'arrondissement Plateau-Mont-Royal de Montréal, Emmett Johns est issu d'une famille irlandaise religieuse, installée au Canada depuis plusieurs générations. Fils de Matthias Johns, débardeur au port de Montréal et de Mona Guilfoyle. Emmett Johns a une sœur, Frances Johns.
Après son éducation secondaire, il étudie dans la ville de St. Mary's en Ontario, afin de devenir un prêtre missionnaire. Il décroche un diplôme en philosophie au Séminaire François-Xavier, un baccalauréat en théologie sacrée et un baccalauréat ès arts du Collège Loyola.
Entre 1953 et 1971, Emmett Johns devient vicaire de plusieurs paroisses de Montréal, ainsi que l'aumônier de l'hôpital Douglas et deux maisons pour jeunes filles en difficultés : le Marian Hall et un centre d'accueil féminin. Durant cette période, il fonde également une maison de transition destinée aux jeunes filles de Marian Hall, la Ransom House.
Entre 1971 et 1988, il anime la pastorale de la Queen of Angels Academy et du Bishop Whelan High School, puis devient curé des paroisses St. Johns Fisher, de Pointe-Claire, et Resurrection of Our Lord, de Lachine. En 1972, il fonde l'association provinciale des enseignants de religion et d'éthique (PATER).
En 1988, il fonde l'organisme Le Bon Dieu dans la rue qui vient en aide aux jeunes sans abri de la ville de Montréal. En 2002, la députée Nathalie Rochefort a honoré le cinquantième anniversaire de son ordination à l'Assemblée nationale du Québec. En 2005, Pops était un membre de la délégation québécoise aux funérailles de Jean-Paul II.
Pour ses 80 ans et pour le vingtième anniversaire de l'organisme Dans la rue, on lui remet une plaque sur laquelle on peut lire : « Père Emmett "Pops" Johns, missionnaire auprès des jeunes de la rue » Le père Emmett Johns a déclaré : « Quand je pense aux premières nuits passées dans la roulotte, je me dis que jamais je n'aurais pu imaginer le Bon Dieu dans la rue qui existe aujourd'hui. Grâce au soutien de milliers de bénévoles et de donateurs, nous avons touché des dizaines de milliers de jeunes vies et nous continuons à le faire chaque jour ».
En 2008, le père Emmett « Pops » Johns prend sa retraite. Homme notoire, il est alors réputé être respecté tant par les Montréalais du milieu des affaires que par ceux dans la rue.
Emmett Johns décède le 13 janvier 2018. Après l'annonce de son décès, de nombreuses personnalités publiques, dont la mairesse de Montréal Valérie Plante et le premier ministre du Canada Justin Trudeau, soulignent la contribution de l'homme à la société québécoise. Le 17 janvier 2018, environ 200 personnes se réunissent à la place Émilie-Gamelin de Montréal et organisent une veillée à la chandelle pour rendre hommage à la mémoire de « Pops ». À l'occasion de ce rassemblement, le premier ministre du Québec Philippe Couillard annonce la création d'un futur prix Emmett Johns, qui honorera des personnes engagées dans l'aide auprès des jeunes en difficulté. Il annonce aussi que le jour des funérailles, le 27 janvier 2018, les drapeaux de la province seront mis en berne.
En septembre 2019, la Ville de Montréal nomme la place publique située tout juste au nord de la station de métro Papineau en son honneur, celle-ci devient la Place Emmett-Johns.

## Dans la rue
En 1988, le père Johns sollicite un prêt personnel de 10 000 dollars pour l'achat d'une roulotte et fonde à Montréal l'organisme Le bon Dieu dans la rue au service des jeunes sans abris. Cinq soirs par semaine, il sillonne les rues du centre-ville de Montréal pour donner aux jeunes sans-abri un peu de nourriture et leur procurer compassion, écoute et amitié.
En 2005, il avait reçu plus de 70 000 visites de jeunes de la rue. La roulotte fait le quadrilatère des rues Mont-Royal, Saint-Denis, René-Lévesque et Pie-IX, couvrant ainsi la majeure partie du centre-ville de Montréal fréquenté par des jeunes sans domicile fixe.
Annuellement, Pops sert 140 000 hot-dogs, 10 800 sacs de provisions, distribue un nombre considérable de vêtements et de produits de soins personnels. Depuis plus de 20 ans, la roulotte de Pops fait partie du paysage urbain de Montréal et a aidé les jeunes sans abris, les encourageant à trouver leur voie dans la société. En plus de la roulotte, Dans la rue possède un refuge de 17 lits appelé le Bunker, un centre de jour pour jeunes itinérants, une clinique médicale, des services de consultation psychologique, une école secondaire alternative nommée Emmett Johns, des programmes particuliers à l'intention des jeunes parents et des jeunes mineurs, un dépôt, une cafétéria, etc.

## Honneurs
- 1997 - Docteur honoris causa de l'Université Concordia.
- 1997 - Mention d'honneur au palmarès de la revue Maclean's. (Maclean's Honour Roll)
- 1998 - Prix d'humanisme de l'Association des médecins psychiatres du Québec.
- 1998 - Prix québécois de la citoyenneté Anne-Greenup pour la solidarité.
- 1999 - Prix d'excellence du Service de police de la Communauté urbaine de Montréal.
- 1999 - Prix annuel Desjardins - Aide à la jeunesse.
- 1999 - Membre de l'Ordre du Canada.
- 2001 - Prix Droits et Libertés de la Commission des droits de la personne et des droits de la jeunesse.
- 2002 - Membre de l'Académie des Grands Montréalais.
- 2002- Célébrations des 50 années de son ordination à l'Assemblée nationale du Québec.
- 2002 - Prix Bishop Crowley du Conseil catholique d'expression anglaise.
- 2002 - Prix Simon McDonaugh des United Irish Societies of Montreal.
- 2002 - Médaille du jubilé de la Reine Elizabeth II des gouverneurs généraux canadiens.
- 2003 - Docteur honoris causa de l'Université du Québec à Montréal.
- 2003 - Prix de la Santé et du Bien-être social - Ordre des psychologues du Québec.
- 2003 - Bâtisseur de la revue Commerce (HEC Montréal).
- 2003 - Grand officier de l'Ordre national du Québec.
- 2003 - Récipiendaire de la médaille de l'Université de Montréal.
- 2003 - Docteur honoris causa de l'Université McGill.
- 2004 - Porteur de la flamme olympique.
- 2004 - Héros de l'année - Sélection du Reader's Digest.
- 2005 - Docteur honoris causa de l'Université Saint-Paul d'Ottawa.
- 2006 - Lancement du film documentaire sur la vie d'Emmett Johns intitulé Notre Père.
- 2006 - Nommé membre honoraire de la Société canadienne de pédiatrie
- 2008 - Récipiendaire du Martin Luther King Jr. Legacy Award.
- 2009 - Élu Champion de la confiance par le magazine Reader's Digest.
- 2010, 2011 et 2012 - Nommé Montréalais s’approchant le plus de la sainteté dans le sondage Best of Montreal du Montreal Mirror.
- 2011 - Concert en son hommage par l’Orchestre symphonique de Montréal (OSM).
- 2012 - Récipiendaire de la médaille du jubilé de diamant de la reine Élisabeth II.
- 2013 - Nommé membre honoraire de l'Ordre des travailleurs sociaux et thérapeutes conjugaux et familiaux du Québec
- 2017 - Commandeur de l'Ordre de Montréal.

### Citations
- « Nous sommes l'organisation que nous sommes parce que le père est allé dans la nuit et nous a donné notre raison d'être. » (Aki Tchitacov, directeur exécutif - Dans la rue)
- « L'œuvre du père Emmett Johns est une œuvre d'amour. Il ne pose pas de questions, il n'est pas celui qui, avant de tendre la main, va faire remplir un formulaire aux jeunes. » (André Boisclair)

## Publications
- Emmett Johns, Pops : dans la rue, Montréal, Fides, 1993, 103 p. (ISBN 2-7621-1674-0, OCLC 29311039)
- Emmett Johns et Katia Moskvitch, Appelez-moi Pops, Éditions La semaine, 2008,  (ISBN 9782923501512) (2923501519)